# Пухівка вузьколиста
Пухівка вузьколи́ста, або багатоколоско́ва (Eriophorum angustifolium) — багаторічна рослина родини осокових. Одна з народних назв — заячий хвостик. Декоративна культура.

## Опис
Трав'яниста рослина заввишки 15-100 см. Кореневища повзучі, довгі, з численними рожевими напівпрозорими корінцями. Стебла численні, прямостоячі, гнучкі, в поперечному перерізі циліндричні або тригранні. Листки вузькі (2-6 мм завширшки), довгі, жорсткі, плоскі або складені вздовж, темно-зелені, нерідко з буруватими кінцями.
Суцвіття — кулясті білі пухнасті головки, що складаються з 4-5 колосків на коротких або довгих ніжках, які, в свою чергу, утворені з шовковистих приквіткових щетинок, якими оточені непоказні зелені квітки. Довжина суцвіть разом з нижнім приквітком складає 4-10 см.

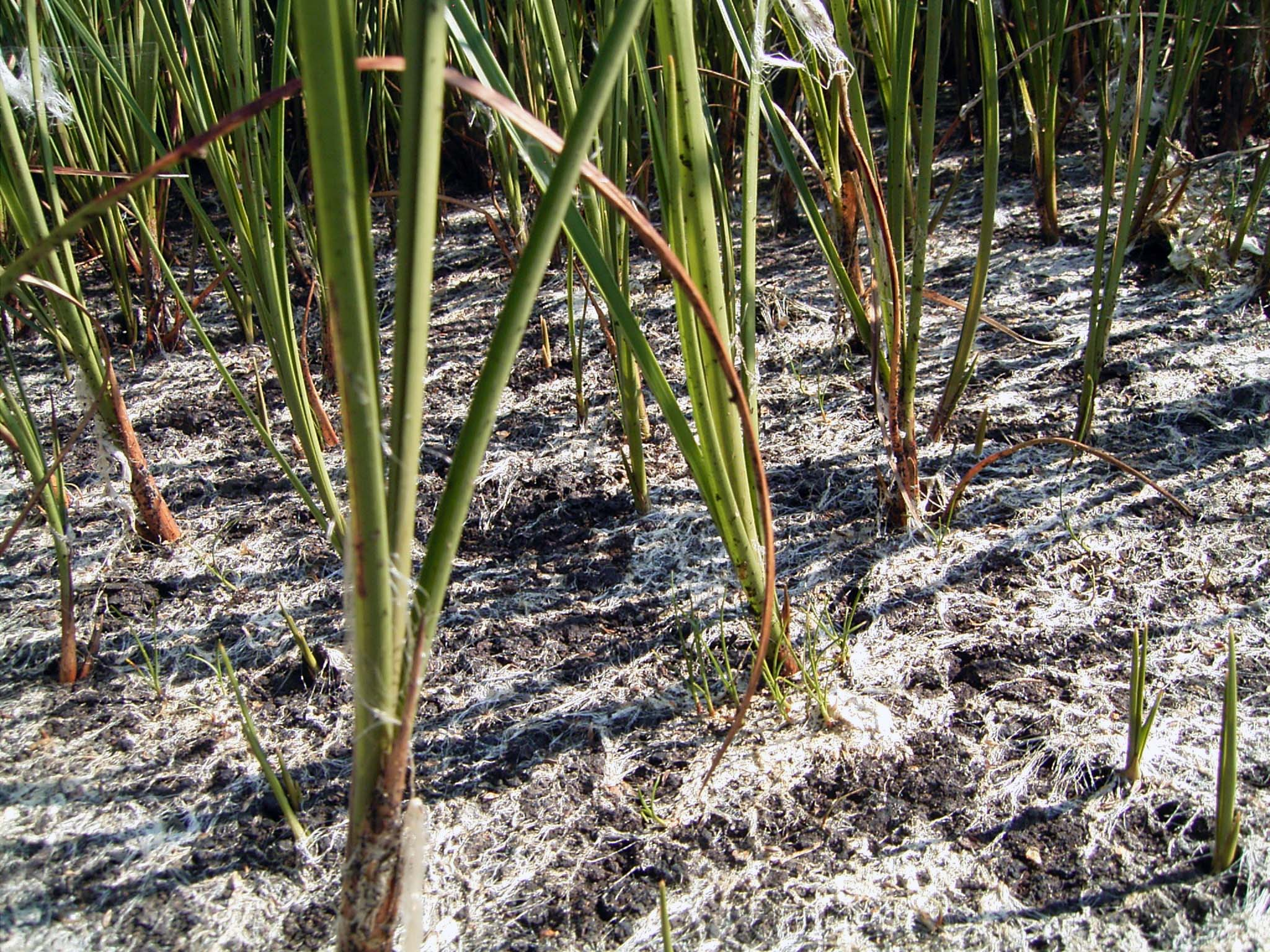
Листки
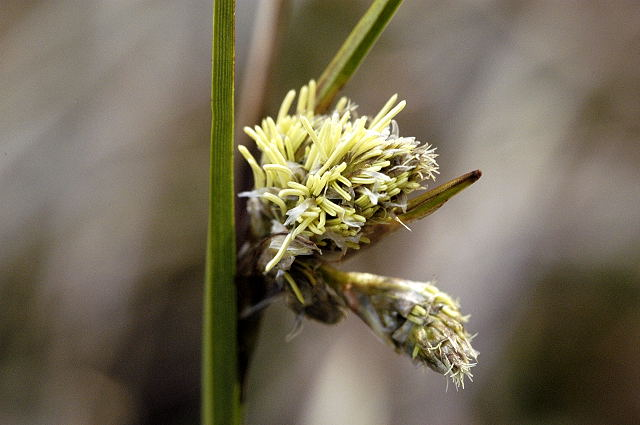
Суцвіття напочатку цвітіння
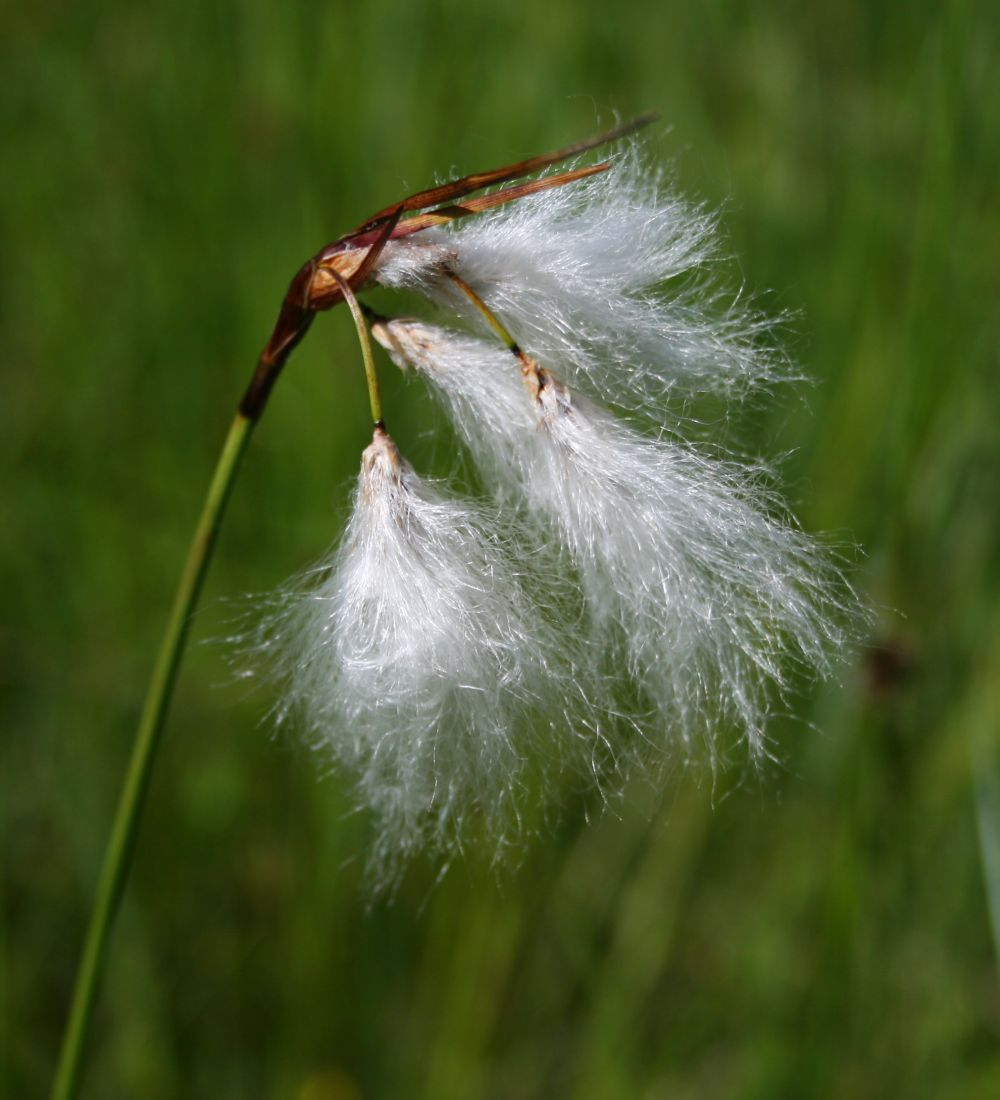
Суцвіття під час достигання плодів
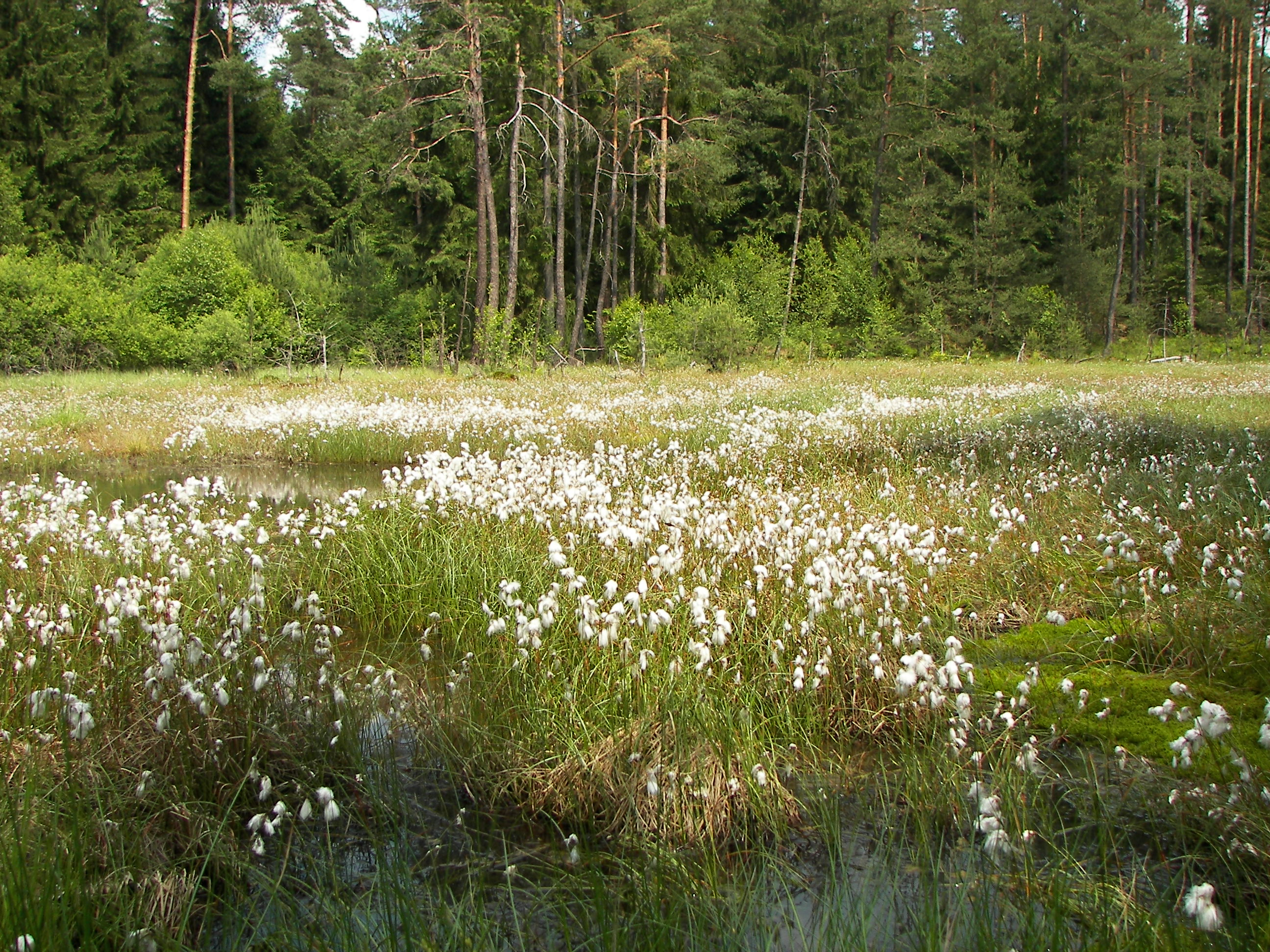
Пухівка вузьколиста у природному середовищі

## Поширення
Вид розповсюджений в арктичних, субарктичних та частково в помірних зонах Євразії, Північної Америки і супутніх островах (Гренландія, Ньюфаундленд, Ірландія, Велика Британія), де зростає на мохових і осокових болотах, на заболочених заплавних луках, в сирому хвойному лісі. Пухівка вузьколиста поширена також у тундрі, лісовій зоні, лісостепу. На півдні її ареал сягає Португалії, Греції, американського штатів Нью-Джерсі та Нью-Мексико.

## Екологія
Світло- та вологолюбний, морозостійкий вид. Квітне у травні-червні. Запилюється вітром, за його ж допомогою поширюється і насіння. На островах Ірландія та Велика Британія пухівка вузьколиста охоче заселяє порушені ґрунти (наприклад, покинуті торфовища), тому подекуди навіть розглядається як бур'ян.

## Застосування
Стебла та насіння пухівки вузьколистої споживаються ескімосами та інуїтами в їжу. Натомість листя і коріння йде на виготовлення відварів, якими американські тубільці народності юпік лікують захворювання кишково-шлункового тракту. Такі відвари мають в'яжучу дію. Молоду зелень пухівки вузьколистої можуть споживати вівці і корови, хоча жорсткі стебла у повному розвої вони зазвичай не їдять.
Протягом історії людство намагалось знайти застосування для м'якого пуху цієї рослини. На відміну від бавовни для виготовлення тканин він виявився непридатним через недостатню міцність, втім використовувався для виготовлення паперу, ґноту. В Швеції пухом цього виду набивали подушки, а в Шотландії під час Першої світової війни його використовували як замінник вати для перев'язування ран.
Пухівка вузьколиста також може бути застосована як декоративна рослина. Висаджувати її треба на добре освітленому місці, у торф'янистий, глинистий або суглинистий, кислуватий ґрунт без дренажу. Рослини добре себе почувають, якщо занурені у воду приблизно на 5 см. В саду вони добре виглядають на тлі нарцисів.

## Синоніми
| - Eriophorum alpicola Schur - Eriophorum angustifolium subsp. angustifolium - Eriophorum angustifolium var. angustifolium - Eriophorum angustifolium var. brevifolium Torr. - Eriophorum angustifolium var. coloratum Hultén - Eriophorum angustifolium var. congestum Mert. & W.D.J.Koch - Eriophorum angustifolium var. elatius Mert. & W.D.J.Koch - Eriophorum angustifolium var. giganteum Hultén - Eriophorum angustifolium var. gracile Nyman - Eriophorum angustifolium var. laxum Mert. & W.D.J.Koch - Eriophorum angustifolium var. megastachyon Nutt. - Eriophorum angustifolium subsp. minus (Dalla Torre) Holub - Eriophorum angustifolium var. minus Bellynck - Eriophorum angustifolium f. rubrovaginatum Raymond - Eriophorum angustifolium f. scammanianum Raymond - Eriophorum angustifolium subsp. subarcticum (V.N.Vassil.) Hultén ex Kartesz & Gandhi - Eriophorum angustifolium subsp. subarcticum (V.N. Vassil.) Hultén - Eriophorum angustifolium f. uniceps Th.Fr. - Eriophorum dubium Hegetschw. - Eriophorum gracile Sm. - Eriophorum intermedium Bastard | - Eriophorum minus Dalla Torre - Eriophorum monostachion Groschke - Eriophorum ocreatum A.Nelson - Eriophorum paniculatum (Lam.) Gaterau - Eriophorum polystachion L. - Eriophorum polystachion var. angustifolium (Honck.) A.Gray - Eriophorum polystachion subsp. congestum (Mert. & W.D.J.Koch) K.Richt. - Eriophorum polystachion var. elatius Bab. - Eriophorum polystachion f. elegans (Bab.) Ostenf. & Lundager - Eriophorum polystachion var. elegans Bab. - Eriophorum polystachion subsp. minus (Dalla Torre) K.Richt. - Eriophorum polystachion var. viridicarinatum Farw. - Eriophorum subarcticum V.N.Vassil. - Eriophorum vaillantii Poit. & Turpin - Eriophorum vulgare (Hill) Druce - Linagrostis paniculata Lam. - Linagrostis polystachia (L.) Scop. - Linagrostis vulgaris Hill - Plumaria angustifolia (Honck.) Bubani - Scirpus angustifolius (Honck.) T.Koyama - Scirpus speciosus Salisb. |